# 佐々木晃
佐々木 晃（ささき あきら、1970年4月1日 - ）は、日本の実業家。佐々木酒造株式会社代表取締役社長。

## 人物
京都府京都市上京区出身。佐々木酒造3代目・佐々木勝也の三男。
佛教大学文学部中国文学科卒業。
大学卒業後に日立グループの企業である関西日立株式会社の営業を経て1995年に佐々木酒造入社。2010年に4代目代表取締役社長に就任。
佐々木酒造は大祖父の佐々木治郎吉が1893年（明治26年）に創業した。
現在、日本酒講座やイベントを通じて新たな日本酒ファンを増やすことにも努めている。
次兄は俳優の佐々木蔵之介。